# دوازدهمین دوره جشن حافظ
دوازدهمین مراسم سینمایی تلویزیونی دنیای تصویر (جشن حافظ) با نام شب پرستاره در تاریخ ۴ مرداد سال ۱۳۹۰ در مرکز همایش‌های برج میلاد تهران برگزار شد. در این دوره فیلم‌های اکران شده در ابتدا تا پایان سال ۱۳۹۰ و همچنین سریال‌های پخش شده در شبکه های تلویزیونی و شبکه نمایش خانگی از نوروز ۱۳۸۹ تا پایان نوروز ۱۳۹۰ مورد بررسی قرار گرفته‌اند.
کارگردانی این مراسم بر عهده علی اوجی بود.
همچنین از این دوره به بعد، در بخش سینمایی، جوایز بهترین تدوین، بهترین طراحی صحنه و لباس، بهترین چهره‌پردازی و بهترین صدا با یکدیگر ادغام شده و به عنوان جایزه بهترین دستاورد فنی و هنری اهدا میشود.
بهترین فیلم و بهترین مجموعه تلویزیونی این دوره به ترتیب سنتوری و قهوه تلخ بودند.

## برندگان اصلی
برندگان جایزه در سطر نخست فهرست، به صورت بزرگ نوشته می‌شوند و با یک ستاره (*) نشان داده می‌شوند.

### بخش سینمایی
| بهترین فیلم - سنتوری – داریوش مهرجویی و فرامرز فرازمند* - طلا و مس – منوچهر محمدی - درباره الی – اصغر فرهادی و سید محمود رضوی - به رنگ ارغوان – سید جمال ساداتیان - خاک آشنا – فضل‌الله یوسف‌پور و بهمن فرمان‌آرا | بهترین کارگردانی - اصغر فرهادی – درباره الی* - همایون اسعدیان – طلا و مس - ابراهیم حاتمی‌کیا – به رنگ ارغوان - داریوش مهرجویی – سنتوری - مسعود کیمیایی – محاکمه در خیابان |
| بهترین بازیگر مرد - شهاب حسینی – سوپراستار و درباره الی* - حمید فرخ‌نژاد – به رنگ ارغوان* - بهرام رادان – سنتوری - رضا کیانیان – خاک آشنا - علیرضا خمسه – بیست - محسن تنابنده – سن پطرزبورگ - حسام نواب‌صفوی – اخراجی‌ها ۲ و وقتی همه خوابیم - محمدرضا فروتن – محاکمه در خیابان - حامد بهداد – هفت دقیقه تا پاییز - مهدی هاشمی – هیچ | بهترین بازیگر زن - مهناز افشار – طبقه سوم* - مریلا زارعی – درباره الی* - گلچهره سجادیه – حوالی اتوبان - نگار جواهریان – طلا و مس - لیلا حاتمی – بی‌پولی - رویا نونهالی – عصر جمعه - آنا نعمتی – آل - ترانه علیدوستی – درباره الی - گلشیفته فراهانی – درباره الی - پانته‌آ بهرام – هیچ |
| بهترین فیلمنامه - حامد محمدی – طلا و مس* - وحیده محمدی‌فر و داریوش مهرجویی – سنتوری - محسن عبدالوهاب – لطفاً مزاحم نشوید - اصغر فرهادی – درباره الی - علیرضا نادری – کیفر | بهترین فیلمبرداری - فرشاد محمدی – آل* - حسین جعفریان – درباره الی - حمید خضوعی ابیانه – ملک سلیمان - مرتضی غفوری – حوالی اتوبان - بایرام فضلی – تنها دو بار زندگی می‌کنیم |
| بهترین موسیقی متن - اردوان کامکار و محسن چاووشی – سنتوری* - فردین خلعتبری – پستچی سه بار در نمی‌زند - بهزاد عبدی – آل - حسین علیزاده – تنها دو بار زندگی می‌کنیم - کارن همایون‌فر – سن پطرزبورگ | بهترین دستاورد فنی و هنری - طراحی صحنه و لباس، «ملک سلیمان» (عبدالحمید قدیریان)* - تدوین، «درباره الی» (هایده صفی‌یاری) - طراحی چهره‌پردازی، «ملک سلیمان» (سعید ملکان) - طراحی صدا، «آل» (صداگذاری و صدابرداری: حسین ابوالصدق) - تدوین، «طلا و مس» (بهرام دهقانی)                     |

### فیلم‌ها با نامزدی متعدد
| تعداد نامزدی‌ها | فیلم                    |
| -------------- | ----------------------- |
| ۹              | درباره الی              |
| ۶              | سنتوری                  |
| ۵              | طلا و مس                |
| ۴              | آل                      |
| ۳              | به رنگ ارغوان           |
| ۳              | ملک سلیمان              |
| ۲              | خاک آشنا                |
| ۲              | محاکمه در خیابان        |
| ۲              | سن پطرزبورگ             |
| ۲              | هیچ                     |
| ۲              | حوالی اتوبان            |
| ۲              | تنها دوبار زندگی می‌کنیم |
| ۱              | سوپراستار               |
| ۱              | بیست                    |
| ۱              | اخراجی‌ها ۲              |
| ۱              | وقتی همه خوابیم         |
| ۱              | هفت دقیقه تا پاییز      |
| ۱              | طبقه سوم                |
| ۱              | بی‌پولی                  |
| ۱              | عصر جمعه                |
| ۱              | لطفاً مزاحم نشوید        |
| ۱              | کیفر                    |
| ۱              | پستچی سه بار در نمی‌زند  |
| ۱              | طهران تهران             |

| تعداد جایزه | فیلم          |
| ----------- | ------------- |
| ۳           | درباره الی    |
| ۲           | سنتوری        |
| ۱           | سوپراستار     |
| ۱           | به رنگ ارغوان |
| ۱           | طبقه سوم      |
| ۱           | طلا و مس      |
| ۱           | آل            |
| ۱           | ملک سلیمان    |
| ۱           | طهران تهران   |

### بخش تلویزیونی
| بهترین مجموعه تلویزیونی - قهوه تلخ – مجید آقاگلیان و حمید آقاگلیان* - زیر هشت – الهام غفوری - یوسف پیامبر – فرج‌الله سلحشور - در مسیر زاینده‌رود – اسماعیل حنیفه - در چشم باد – مسعود جعفری جوزانی و حبیب‌الله کاسه‌ساز و رضا انصاریان | بهترین کارگردانی - مسعود جعفری جوزانی – در چشم باد* - سیروس مقدم – زیر هشت - حسن فتحی – در مسیر زاینده‌رود - مهران مدیری – قهوه تلخ - محمدحسین لطیفی – نردبام آسمان         |
| بهترین فیلمنامه - علیرضا نادری – در مسیر زاینده‌رود* - مسعود جعفری جوزانی – در چشم باد - امیرمهدی ژوله و خشایار الوند – قهوه تلخ - حامد عنقا – نردبام آسمان - شعله شریعتی – به کجا چنین شتابان                                      | بهترین بازیگر مرد درام - امیر جعفری – زیر هشت* - پارسا پیروزفر – در چشم باد - حسین محجوب – در مسیر زاینده‌رود - مصطفی زمانی – یوسف پیامبر - مهدی سلطانی – در مسیر زاینده‌رود |
| بهترین بازیگر زن درام - بهنوش طباطبایی – در مسیر زاینده‌رود* - کتایون ریاحی – یوسف پیامبر* - سحر قریشی – دلنوازان - بهاره افشاری – فاصله‌ها - ستاره صفرآوا – در چشم باد                                                              | بهترین بازیگر مرد کمدی - مهران مدیری – مرد دوهزارچهره و قهوه تلخ* - فرهاد اصلانی – آشپزباشی - سیامک انصاری – قهوه تلخ - محمدرضا هدایتی – قهوه تلخ - برزو ارجمند – قهوه تلخ |
| بهترین بازیگر زن کمدی - الیکا عبدالرزاقی – قهوه تلخ* - سحر جعفری جوزانی – قهوه تلخ - مرجانه گلچین – شمس العماره - رویا تیموریان – شمس العماره - طناز طباطبایی – پرانتز باز                                                         | |

### مجموعه‌ها با نامزدی متعدد
| تعداد نامزدی‌ها | مجموعه             |
| -------------- | ------------------ |
| ۹              | قهوه تلخ           |
| ۶              | در مسیر زاینده‌رود  |
| ۵              | در چشم باد         |
| ۴              | زیر هشت            |
| ۳              | یوسف پیامبر        |
| ۲              | نردبام آسمان       |
| ۲              | به کجا چنین شتابان |
| ۲              | فاصله‌ها            |
| ۲              | شمس العماره        |
| ۱              | دلنوازان           |
| ۱              | مرد دوهزارچهره     |
| ۱              | آشپزباشی           |
| ۱              | پرانتز باز         |

| تعداد جایزه | مجموعه            |
| ----------- | ----------------- |
| ۳           | قهوه تلخ          |
| ۲           | در مسیر زاینده‌رود |
| ۱           | در چشم باد        |
| ۱           | زیر هشت           |
| ۱           | یوسف پیامبر       |
| ۱           | مرد دوهزارچهره    |

### جوایز دیگر
| یک عمر فعالیت هنری - سعید راد* | بهترین فیلم مستند - لقمان خالدی – مشترک مورد نظر در دسترس نیست* - محمد شیروانی – صفر بیست و یک - رضا حائری – پرو آخر - فرشته جغتایی – چه سرسبز بود دره ما - ناصر صفاریان – خواب خورشید  |
| بهترین تئاتر - هادی مرزبان – خانمچه و مهتابی* - همایون غنی‌زاده – کالیگولا - رضا حداد – مکاشفه‌ای در باب یک مهمانی خاموش - حسین پاکدل – حضرت والا - کوروش نریمانی – جن‌گیر | بهترین خواننده تیتراژ فیلم و مجموعه تلویزیونی - رضا یزدانی – طهران تهران* - محسن چاووشی – سنتوری - محمد اصفهانی – زیر هشت - علیرضا افتخاری – به کجا چنین شتابان - علی لهراسبی – فاصله‌ها |